# 기베촌 (야마구치현 아사군)
기베촌(吉部村)은 일본 야마구치현 아사군에 설치되었던 촌이다. 현재의 우베시의 일부에 해당한다.